# Имагина фон Близкастел
Имагина фон Близкастел (на немски: Imagina/Imagine von Blieskastel; * ок. 1233, Близкастел; † сл. 13 ноември 1267 или 1281) е графиня от Близкастел в Саарланд и чрез женитба графиня на Изенбург-Лимбург-Щаден, господарка на град Лимбург на Лан и няколко села наоколо, основателка на род Лимбург.

## Произход
Тя е дъщеря на граф Хайнрих фон Близкастел († 1237) и съпругата му Агнес фон Сайн († 1259), наследничка на брат си Хайнрих III фон Сайн († 1246/1247), дъщеря на граф Хайнрих II фон Сайн († 1202/1203) и Агнес фон Зафенберг († 1200/1201).

## Фамилия
Имагина фон Близкастел се омъжва за граф Герлах I фон Лимбург-Щаден (* пр. 1227; † януари 1289), син на Хайнрих I фон Изенбург († ок. 1227) и Ирмгард фон Бюдинген († сл. 1220). Те имат пет деца:
- Йохан I (* 1266; † 29 септември 1312), господар на Лимбург в Лимбург, женен I. за Елизабет фон Геролдсек († сл. 1285), II. 1292/1298 г. за Уда фон Равенсберг († 1313)
- Герлах II фон Грайфенщайн († сл. 1273), женен между 1267 и 1273 г. за дъщеря от фамилията Хахенбург
- Хайнрих фон Изенбург-Лимбург († 1279/1280), женен за Аделхайд фон Диц († сл. 1293)
- Агнес (* ок. 1288; † 1319), омъжена през юли 1267 г. за Хайнрих I фон Вестербург († 1288 при Воринген)
- Имагина (* ок. 1260; † 29 септември 1318 в манастир Кларентал, Висбаден), омъжена около 1270 г. за граф Адолф от Насау (1250 – 1298), римско-немска кралица от 1292 до 1298 г.